# HD 95370
HD 95370 también conocida como i Velorum (i Vel) es una estrella en la constelación de Vela de magnitud aparente +4,38. De acuerdo a la nueva reducción de los datos de paralaje de Hipparcos, se encuentra a 196 años luz de distancia del sistema solar.
i Velorum es una subgigante blanca de tipo espectral A3IV.
Tiene una temperatura superficial de 8511 K y una luminosidad 65 veces superior a la luminosidad solar.
Su diámetro angular estimado, 0,73 milisegundos de arco, permite evaluar su radio, siendo éste 4,7 veces más grande que el radio solar.
Gira sobre sí misma con una velocidad de rotación igual o mayor de 112 km/s, aunque otras fuentes sitúan este valor entre los 86 km/s y los 115 km/s.
La masa de i Velorum es 2,53 veces mayor que la masa solar.
Tiene una edad de 335 millones de años, lo que supone más del 90% de su vida como estrella de la secuencia principal.
Sus características físicas son muy parecidas a las de Sarin (δ Herculis) o a las de δ Delphini.